# Vecsei Pál
Vecsei Pál, születési nevén Weisz Pál (Mezőtúr, 1926. december 26. – Heidelberg, 2002. július 7.) orvos, az orvostudományok kandidátusa (1960).

## Élete
Weisz Henrik (1890–1957) orvos és Ritter Olga (1897–1997) gyermekeként született zsidó családban. Apja a két világháború között magánpraxist folytatott Mezőtúron. A második világháború idején apját deportálták, majd onnan hazatérve bekapcsolódott a párt munkájába, s részt vett a mezőtúri egészségügyi intézményrendszer fejlesztésében.
Középiskolai tanulmányait 1936 és 1944 között a Mezőtúri Református Gimnáziumban végezte. 1944-ben kitüntetéssel érettségizett. A Debreceni Tudományegyetem Orvosi Karán kezdte meg felsőfokú tanulmányait. 1950. szeptember 22-én summa cum laude minősítéssel a budapesti Pázmány Péter Tudományegyetem Orvostudományi Karán avatták orvosdoktorrá. Már medikusként a Kórélettani Intézetbe került, ahol 1960-ig dolgozott. 1960-ban az orvostudományok kandidátusává habilitálták. 1960 és 1964 között az Országos Reuma és Fürdőügyi Intézet kutatólaboratóriumát vezette. 1965-től Humboldt-ösztöndíjjal prof. P. Wolffnál Homburg-Saarban, majd Mainzban folytatta a mellékvese témakörben kutatásait, az ottani egyetemeken. 1969-ben meghívást kapott Franz Gross professzortól a Heidelbergi Egyetem Farmakológiai Intézetébe a szteroidlaboratórium kifejlesztésére, ahol a fő téma a renin-angiotenzin-aldoszteron rendszer kapcsolatainak kutatása volt. 1971-ben habilitált, és 1975-ben nevezték ki professzornak, itt dolgozott haláláig (1992-től nyugdíjasként).

## Művei
- Feltételes reflex kiépítése az adrenalin által okozott mellékvese C-vitamin csökkentéssel kapcsolatban. Gláz Edittel, Kertai Pállal, Vasenszky Szilárddal, Schulz Andrással, Szendi Jánossal. (Orvosi Hetilap, 1952, 14.)
- Magas gerincvelő átvágás (Th:1-2 segm.) hatása a mellékvesekéreg működésére. Gláz Edittel, Vasenszky Szilárddal. (Orvosi Hetilap, 1952, 44.)
- Aneurin hatása a hypophysis-mellékvesekéreg rendszerre. Kemény Tiborral, Kertai Pállal. (Orvosi Hetilap, 1953, 23.)
- Kísérletes adatok az endogen ACTH hatásával kapcsolatban. Gláz Edittel, Vasenszky Szilárddal. (Orvosi Hetilap, 1953, 43.)
- Feltételes reflex kiépítése az asphyxia által okozott mellékvese ascorbinsav-csökkentéssel kapcsolatban. Weisz Károllyal, Händel Magdával, Pataki Jánossal. (Orvosi Hetilap, 1953, 52.)
- LPF-gyulladási faktor hatása a thrombocyták számára. Fehér Imrével, Ludány Györggyel, Tóth Erzsébettel. (Orvosi Hetilap, 1954, 49.)
- Isonikotinsavhydrazid hatása patkányok hypophysis mellékvesekéreg rendszerére. Gáti Tiborral, Forrai Györggyel. (Orvosi Hetilap, 1954, 51.)
- Aneurin hatása patkányok kísérletes neurogen hypertoniájára. Boross Évával, Händel Magdával, Hermann Györggyel. (Magyar Belorvosi Archívum, 1955, 4.)
- Az aldosteronról. Gláz Edittel. (Orvosi Hetilap, 1956, 22.)

- Fokozott vizelet aldosteron aktivitás virilismushoz vezető mellékvese carcinomában. Végh Pállal. Gláz Edittel, Sipos Péterrel. (Orvosi Hetilap, 1958, 13.)
- Humorális tényezők hatása a veseműködésre exsiccosisban. III. Aldotosteronszerű aktivitásfokozódás exsiccosisban. Gömöri Pállal, Gláz Edittel, Suhanyeczky Annával, Dési Illéssel, Rigó Jánossal. (Az MTA Orvosi Tudományok Osztályának Közleményei, 1958)
- Aldosteron II. Gláz Edittel. – Mellékvese demedullált állatok hormonelválasztása , a mellékvese-kéreg állomány regenerációja folyamán. Horváth Lászlóval, Kádas Tamással, Köves Péterrel, Ritter Lászlóval. (Orvosi Hetilap, 1958, 44.)
- Corticosteronelválasztás experimentális renalis hypertoniában. Gláz Edittel, Tóth Tamással. (Orvosi Hetilap, 1959, 21.)
- Corticoszteroidok radiokémiai meghatározása 14C-vel jelzett tetrazoliumsókkal. II. Oldatból végzett meghatározások. Márton Józseffel, Gosztonyi Tamással. (MTA Központi Kémiai Kutató Intézetének közleményei, 1959, 4.)
- Aldosteronotroph és corticosteronotroph anyag az emberi agyban. Kovács Kálmánnal, Dávid Margittal. (Orvosi Hetilap, 1960, 30.)
- Aldosteron III. Gláz Edittel. (Orvosi Hetilap, 1960, 31.)
- Véráramlás regisztrálásán alapuló vérnyomásmérés oxyméter segítségével. Horváth Mihállyal, Hermann Jánossal. (Orvosi Hetilap, 1961, 12.)
- Chromatográfiás vérhydrocortison meghatározása. Gláz Edittel, Demeczky Mihálynéval. (Orvosi Hetilap, 1962, 3.)
- Aldosteron produkciók az általános adaptációs szindróma rezisztencia-stádiumában. Kemény Armandnéval, Purjesz Istvánnal, Ritter Lászlóval, Márton Józseffel, Gosztonyi Tamással. (Orvosi Hetilap, 1962, 34.)
- Aldosteron. Gláz Edittel. Medicina. Budapest, 1964 (angolul: 1971, németül: 1975)
- Bilirubin és steroid rebound újszülöttkori vércserék alatt. Rosta Jánossal, Kemény Verával. (Gyermekgyógyászat, 1964, 11.)
- A tritiummal jelzett steroidok alkalmazása a mellékvesekéregfunctiós vizsgálatokban. Kemény Armandnéval, Márton Józseffel, Gosztonyi Tamással. (Orvosi Hetilap, 1965, 23.)
- A mellékvesekéreg secretio vizsgálata (secretion rate) jelzett hydrocortison segítségével. Kemény Armandnéval, Gömör Bélával. (Orvosi Hetilap, 1966, 26.)